# Harry Haywood
Harry Haywood (6 de febrero de 1898, Omaha, Nebraska — 4 de enero de 1985) fue un activista político estadounidense que tuvo un papel dirigente tanto en el Partido Comunista de los Estados Unidos (CPUSA) como en el Partido Comunista de la Unión Soviética (PCUS). Su meta era conectar la filosofía política del Partido Comunista con los asuntos raciales.
En 1926, se unió a otros comunistas afroamericanos y viajó a la Unión Soviética para estudiar el efecto del comunismo en los asuntos raciales de los Estados Unidos. Su trabajo allí resultó en su selección para dirigir el "Departamento Negro" (Negro Department) del CPUSA. El programa del Partido cambió a finales de la década de 1930 y comenzó a distanciarse del apoyo a la autodeterminación de los afroamericanos. Debido a los diversos cambios a lo largo del tiempo en el programa político del CPUSA, Haywood acabaría perdiendo posiciones dentro del Partido. Su trabajo también incluía crear un grupo para apoyar el caso de los "Chicos de Scottsboro".
Haywood también fue escritor. Su primer libro, Negro Liberation, fue publicado en 1948. Tras su expulsión del CPUSA, escribió una autobiografía llamada Black Bolshevik, que fue publicada en 1978. Contribuyó de forma destacada al pensamiento marxista sobre la cuestión nacional de los afroamericanos en los Estados Unidos. También fue fundador del New Communist Movement, de tendencia maoísta.

## Biografía
Hijo de los ex-esclavos Harriet y Haywood Hall, era el más joven de tres hermanos. Recibió el nombre de su padre, Haywood Hall, pero en 1925 adoptó el nombre de Harry Haywood como un pseudónimo. Participó en la protesta racial de Chicago de 1919.
En la novela autobiográfica de Richard Wright, Black Boy, el personaje de Buddy Nealson representa a Haywood.
- Datos: Q6315193
- Multimedia: Harry Haywood / Q6315193